# Most Svatopluka Čecha
Most Svatopluka Čecha (cz. Čechův most) – most łukowy nad Wełtawą w Pradze, stolicy Republiki Czeskiej.
Budowa mostu rozpoczęła się w 1905 roku i zakończono ją w 1908 roku. Jego długość wynosi 169 m (jeden z najkrótszych w Pradze) i szerokości 16 m.
Most łączy dzielnice Holešovice i Stare Miasto (Staré Město). Materiałami budowlanymi są kamienie (filary) i żelazo (łuki). Do 1961 jezdnia była wykonana z drewna – twardy gatunek o nazwie Jarrah z Australii. Jezdnia była bardzo śliskia podczas deszczu.
Architektami mostu byli Jan Koula i Jiří Soukup. Rzeźby w stylu secesyjnym (w tym cztery na 17,5 metrowych słupach) zostały stworzone przez rzeźbiarzy: Klusáček, Wurzel, Popp i Amor.
Most został nazwany na cześć czeskiego pisarza Svatopluka Čecha (1846–1908). Podczas okupacji ziem czeskich przez hitlerowców nazwa mostu została zmieniona (1940-45) na Most Mendla (Mendelův most), na cześć Gregora Mendla.
W latach 1971–1975, most przeszedł poważną przebudowę, natomiast w okresie 1953–1956 i 2000–2001 mniejsze rekonstrukcje, podczas gdy w latach 1984–1987 przeprowadzono renowację rzeźb.
Jako jedyny secesyjny most w Czechach, jest chroniony przez państwo (chráněná technická památka). Jest on użytkowany przez tramwaje, samochody i pieszych.